# Lagonimico conclutatus
Lagonimico é um gênero de platirrino encontrada no sítio paleontológico de La Venta. Foram encontrados um crânio quase completo, mas esmagado e uma mandíbula, datados de 13,5 milhões de anos atrás, do Mioceno médio. A morfologia dentária sugere que seja grupo irmão de Callitrichinae: possui incisivos inferiores alongados e os molares superiores são simples, possuindo três cúspides. Provavelmente possuía hábitos diurnos e era frugívoro e se alimentava de exsudatos. Era maior que os calitriquíneos atuais, tendo cerca de 1,2 kg.